# 大島忠郁
大島 忠郁（おおしま ただふみ、1953年2月17日 - ）は、日本の検察官、公証人。京都地方検察庁検事正や、大阪地方検察庁検事正を務めた。

## 人物・経歴
宮崎県出身。宮崎県立宮崎南高等学校を経て、1978年九州大学法学部卒業。1981年検事任官。大阪地方検察庁刑事部長、大阪高等検察庁刑事部長等を経て、2008年最高検察庁検事。2009年金沢地方検察庁検事正。2010年から大阪地方検察庁次席検事を務め、大阪地検特捜部主任検事証拠改ざん事件の対応にあたり、前田恒彦検事の起訴を受けて記者会見で謝罪するなどした。2012年京都地方検察庁検事正。2014年大阪地方検察庁検事正。2015年退官、梅田公証役場公証人。2023年、瑞宝重光章受章。